# Красная книга Новгородской области
Красная книга Новгородской области — официальный документ, содержащий свод сведений о состоянии, распространении и мерах охраны редких и находящихся под угрозой исчезновения видов (подвидов, популяций) диких животных и дикорастущих растений, грибов, обитающих и произрастающих на территории Новгородской области.

## Издания
До издания Красной книги для охраны редких видов использовались списки, утверждённые соответственно в 1977, 1982, 1989 и 2011 годах.
Первое издание вышло в 2015 году и включает 408 видов (подвидов, популяций), в том числе 122 — сосудистых растений (плауновидных — 3, хвощевидных — 1, папоротниковидных — 7, цветковых — 111), 47 — мохообразных , 22 — водорослей (диатомовых — 2, зелёных — 1, стрептофитовых — 6, харовых — 5, красных — 1; сине-зелёных — 7), 29 — лишайников, 71 — грибов (сумчатых — 6, базидиомицетов — 65); 2 — моллюсков, 44 — членистоногих (ракообразных — 1, насекомых — 43) и 71 — позвоночных (круглоротых — 2, рыб — 5, земноводных — 3, пресмыкающихся — 3, птиц — 47, млекопитающих — 11).
Из видов, внесённых в Красную книгу, 49 — занесены в Красную книгу Российской Федерации, 10 — в Красный список МСОП, 25 — подпадают под действие Конвенции CITES.

## Категории статуса редкости
Категории статуса редкости видов (подвидов, популяций), внесённых в Красную книгу, определяются по шкале, соответствующей шкале МСОП (в скобках категории Красной книги России):
- CR (1) — находящиеся в критическом состоянии (55 видов);
- EN (2) — находящиеся под угрозой исчезновения (58);
- VU (3) — уязвимые (272);
- NT (3) — находящиеся в состоянии, близком к угрожаемому (23).

Также предусмотрены и другие категории (EX, EW, LC, DD, NE).

## Списки видов
- Margaritifera margaritifera — Жемчужница европейская (CR)
- Limax cinereoniger — Слизень чёрно-синий (VU)
- Astacus astacus — Рак широкопалый речной (EN)
- Calopteryx splendens — Красотка блестящая (VU)
- Anax imperator — Дозорщик-император (EN)
- Aeschna viridis — Коромысло зелёное (VU)
- Cordulegaster annulatus — Кордулегастер кольчатый (VU)
- Libellula depressa — Стрекоза плоская (VU)
- Bryodema tuberculatum — Трещотка ширококрылая (EN)
- Cicadetta montana — Цикада горная (EN)
- Ranatra linearis — Ранатра палочковидная (VU)
- Carabus violaceus — Жужелица фиолетовая (EN)
- Dytiscus latissimus — Плавунец широкий (VU)
- Anatis ocellata — Коровка глазчатая (VU)
- Exochomus quadripustulatus — Коровка четырёхпятнистая (VU)
- Halyzia sedecimguttata — Коровка шестнадцатиточечная (VU)
- Prionus coriarius — Дровосек-кожевник (EN)
- Aromia moschata — Усач мускусный (VU)
- Oryctes nasicornis — Жук-носорог обыкновенный (VU)
- Osmoderma eremita — Отшельник обыкновенный (EN)
- Meloe brevicollis — Майка короткоусая (VU)
- Myrmeleon formicarius — Муравьиный лев обыкновенный (VU)
- Laphria gibbosa — Лафрия горбатая (VU)
- Tachina grossa — Ежемуха толстая (EN)
- Protichneumon pisorum — Наездник бражниковый (EN)
- Dolichovespula silvestris — Оса лесная (VU)
- Bombus muscorum — Шмель моховой (VU)
- Bombus sporadicus — Шмель спорадикус (VU)
- Semblis phalaenoides — Ручейник бабочковидный (EN)
- Papilio machaon — Махаон (VU)
- Parnassius mnemosyne — Мнемозина (EN)
- Lycaena alciphron — Червонец фиолетовый (VU)
- Lycaena dispar — Червонец непарный (VU)
- Lycaena helle — Червонец Гелла (EN)
- Apatura iris — Переливница большая (VU)
- Clossiana frigga — Перламутровка фригга (VU)
- Eudia pavonia — Малый ночной павлиний глаз (VU)
- Baptria tibiale — Пяденица траурная (VU)
- Stauropus fagi — Вилохвост буковый (VU)
- Hemaris tityus — Шмелевидка скабиозовая (VU)
- Smerinthus caecus — Бражник слепой (VU)
- Laothoe amurensis — Бражник амурский (VU)
- Catocala fraxini — Орденская лента голубая (VU)
- Calyptra thalictri — Совка василистниковая (VU)
- Callimorpha dominula — Медведица-госпожа (VU)
- Epatolmis caesarea — Медведица прекрасная (VU)

- Lampetra planeri — Европейская ручьевая минога (VU)
- Lampetra fluviatilis — Речная минога (EN)
- Coregonus lavaretus baeri — Волховский сиг (CR)
- Salmo salar — Атлантический лосось (CR)
- Salmo trutta trutta — Ручьевая форель, или кумжа (EN)
- Thymallus thymallus — Европейский хариус (VU)
- Cottus gobio — Обыкновенный подкаменщик (VU)

- Triturus cristatus — Гребенчатый тритон (VU)
- Pelobates fuscus — Обыкновенная чесночница (EN)
- Bufo viridis — Зелёная жаба (EN)
- Anguis fragilis — Веретеница ломкая (NT)
- Natrix natrix — Обыкновенный уж (VU)
- Coronella austriaca — Обыкновенная медянка (CR)

- Gavia arctica — Чернозобая гагара (CR)
- Podiceps auritus — Красношейная поганка (VU)
- Ciconia nigra — Чёрный аист (NT)
- Anser anser — Серый гусь (гнездовая популяция) (CR)
- Anser erythropus — Пискулька (EN)
- Cygnus olor — Лебедь-шипун (CR)
- Cygnus cygnus — Лебедь-кликун (CR)
- Cygnus bewickii — Малый лебедь (NT)
- Mergellus albellus — Луток (EN)
- Mergus merganser — Большой крохаль (гнездовая популяция) (NT)
- Pandion haliaetus — Скопа (NT)
- Circus cyaneus — Полевой лунь (NT)
- Circaetus gallicus — Змееяд (CR)
- Aquila clanga — Большой подорлик (EN)
- Aquila pomarina — Малый подорлик (NT)
- Aquila chrysaetos — Беркут (EN)
- Haliaeetus albicilla — Орлан-белохвост (VU)
- Falco peregrinus — Сапсан (CR)
- Falco columbarius — Дербник (VU)
- Falco vespertinus — Кобчик (EN)
- Lagopus lagopus rossicus — Среднерусская белая куропатка (VU)
- Porzana parva — Малый погоныш (NT)
- Plivialis apricaria — Золотистая ржанка (NT)
- Charadrius hiaticula — Галстучник (CR)
- Haematopus ostralegus longipes — Кулик-сорока (CR)
- Tringa totanus — Травник (VU)
- Phalaropus lobatus — Круглоносый плавунчик (гнездовая популяция) (CR)
- Philomachus pugnax — Турухтан (гнездовая популяция) (VU)
- Calidris alpina schinzii — Чернозобик (балтийский подвид) (CR)
- Numenius arquata — Большой кроншнеп (NT)
- Limosa limosa — Большой веретенник (VU)
- Sterna albifrons — Малая крачка (CR)
- Columba oenas — Клинтух (NT)
- Streptopelia turtur — Обыкновенная горлица (EN)
- Bubo bubo — Филин (EN)
- Strix nebulosa — Бородатая неясыть (NT)
- Coracias garrulus — Сизоворонка (CR)
- Alcedo atthis — Обыкновенный зимородок (VU)
- Picus viridis — Зелёный дятел (NT)
- Picus canus — Седой дятел (NT)
- Lullula arborea — Лесной жаворонок (VU)
- Lanius excubitor excubitor — Обыкновенный серый сорокопут (NT)
- Perisoreus infaustus — Кукша (CR)
- Nucifraga caryocatactes — Кедровка (NT)
- Cinclus cinclus — Оляпка (NT)
- Sylvia nisoria — Ястребиная cлавка (NT)
- Emberiza aureola — Дубровник (CR)

- Myotis brandtii — Ночница Брандта (VU)
- Myotis dasycneme — Прудовая ночница (VU)
- Myotis nattereri — Ночница Наттерера (VU)
- Nyctalus noctula — Рыжая вечерница (VU)
- Eptesicus nilssoni — Северный кожанок (VU)
- Pteromys volans — Летяга (VU)
- Eliomys quercinus — Садовая соня (EN)
- Myopus schisticolor — Лесной лемминг (VU)
- Microtus subterraneus — Подземная полёвка (VU)
- Mustela lutreola — Европейская норка (EN)
- Capreolus capreolus — Европейская косуля (NT)

- Isoetes echinospora — Полушник колючеспоровый (VU)
- Isoetes lacustris — Полушник озёрный (VU)
- Lycopodiella inundulata — Плауночек затопляемый (VU)
- Equisetum variegatum — Хвощ пёстрый (VU)
- Botrychium matricariifolium — Гроздовник ромашколистный (CR)
- Botrychium virginianum — Гроздовник виргинский (CR)
- Polystichum braunii — Многорядник Брауна (CR)
- Polypodium vulgare — Многоножка обыкновенная (CR)
- Diplazium sibiricum — Диплазиум сибирский (CR)
- Gymnocarpium robertianum — Голокучник Роберта (CR)
- Rhizomatopteris sudetica — Корневищник судетский (VU)
- Alisma lanceolatum — Частуха ланцетовидная (VU)
- Allium angulosum — Лук угловатый (NT)
- Allium schoenoprasum — Лук резанец (VU)
- Bolboschoenus maritimus — Клубнекамыш морской (VU)
- Carex bohemica — Осока богемская (EN)
- Carex brizoides — Осока трясунковидная (VU)
- Carex capillaris — Осока волосовидная (VU)
- Carex hartmanii — Осока Гартмана (VU)
- Carex ornithopoda — Осока птиценогая (VU)
- Carex remota — Осока расставленная (VU)
- Cladium mariscus — Меч-трава обыкновенная (CR)
- Eleocharis quinqueflora — Болотница пятицветковая (EN)
- Schoenus ferrugineus — Схенус ржавый (EN)
- Gladiolus imbricatus — Шпажник черепитчатый (VU)
- Iris sibirica — Ирис сибирский (NT)
- Juncus gerardii — Ситник Жерара (CR)
- Juncus stygius — Ситник стигийский (EN)
- Triglochin maritima — Триостренник морской (EN)
- Colchicum autumnale — Безвременник осенний (CR)
- Caulinia flexilis — Каулиния гибкая (CR)
- Caulinia tenuissima — Каулиния тончайшая (CR)
- Coeloglossum viride — Пололепестник зелёный (VU)
- Cypripedium calceolus — Башмачок настоящий (VU)
- Dactylorhiza baltica — Пальцекорник балтийский (NT)
- Dactylorhiza curvifolia — Пальцекорник Траунштейнера (VU)
- Epipogium aphyllum — Надбородник безлистный (CR)
- Gymnadenia densiflora — Кокушник густоцветковый (CR)
- Herminium monorchis — Бровник одноклубневый (EN)
- Liparis loeselii — Лосняк Лёзеля (EN)
- Listera cordata — Тайник сердцевидный (VU)
- Neottia nidus-avis — Гнездовка обыкновенная (VU)
- Orchis militaris — Ятрышник шлемоносный (VU)
- Orchis ustulata — Ятрышник обожжённый (CR)
- Brachypodium sylvaticum — Коротконожка лесная (CR)
- Bromopsis benekenii — Кострец Бенекена (CR)
- Cinna latifolia — Цинна широколистная (VU)
- Coleanthus subtilis — Влагалищецветник маленький (CR)
- Festuca altissima — Овсяница лесная (VU)
- Glyceria nemoralis — Манник дубравный (VU)
- Koeleria cristata — Тонконог гребенчатый (VU)
- Phleum phleoides — Тимофеевка степная (VU)
- Sesleria caerulea — Сеслерия голубая (CR)
- Potamogeton acutifolius — Рдест остролистный (CR)
- Potamogeton trichoides — Рдест волосовидный (EN)
- Ruppia maritima — Руппия морская (EN)
- Sparganium gramineum — Ежеголовник злаколистный (EN)
- Cenolophium denudatum — Пусторёберник оголённый (VU)
- Oreoselinum nigrum — Горичник горный (VU)
- Crepis praemorsa — Скерда тупокорневищная (VU)
- Crepis sibirica — Скерда сибирская (VU)
- Eupatorium cannabinum — Посконник коноплевидный (VU)
- Helichrysum arenarium — Бессмертник песчаный (VU)
- Hypochoeris radicata — Пазник укореняющийся (VU)
- Ligularia sibirica — Бузульник сибирский (VU)
- Senecio aquaticus — Крестовник водный (EN)
- Senecio fluviatilis — Крестовник приречный (VU)
- Senecio jacobaea — Крестовник Якова (VU)
- Sonchus palustris — Осот болотный (CR)
- Betula humilis — Берёза низкая (VU)
- Lithospermum officinale — Воробейник лекарственный (VU)
- Subularia aquatica — Шильница водная (VU)
- Campanula bononiensis — Колокольчик болонский (VU)
- Lonicera pallasii — Жимолость Палласа (EN)
- Cucubalus baccifer — Волдырник ягодный (VU)
- Dianthus arenarius — Гвоздика песчаная (VU)
- Dianthus fischeri — Гвоздика Фишера (VU)
- Dianthus superbus — Гвоздика пышная (VU)
- Eremogone procera — Пустынница высокая (EN)
- Moehringia lateriflora — Мерингия бокоцветковая (VU)
- Silene tatarica — Смолёвка татарская (VU)
- Spergularia salina — Торичник солончаковый (VU)
- Euonymus verrucosa — Бересклет бородавчатый (VU)
- Jovibarba globifera — Молодило побегоносное (VU)
- Tillaea aquatica — Тиллея водная (CR)
- Astragalus arenarius — Астрагал песчаный (VU)
- Astragalus danicus — Астрагал датский (VU)
- Astragalus glycyphyllos — Астрагал сладколистный (VU)
- Corydalis intermedia — Хохлатка промежуточная (CR)
- Centaurium erythraea — Золототысячник обыкновенный (VU)
- Centaurium pulchellum — Золототысячник красивый (CR)
- Gentiana cruciata — Горечавка крестовидная (VU)
- Gentianella amarella — Горечавочка пазушная (VU)
- Dracocephalum ruyschiana — Змееголовник Руйша (EN)
- Scutellaria hastifolia — Шлемник копьелистный (VU)
- Thymus ovatus — Тимьян яйцевиднолистный (EN)
- Armeria vulgaris — Армерия обыкновенная (EN)
- Lobelia dortmanna — Лобелия Дортмана (EN)
- Nymphaea alba — Кувшинка белая (CR)
- Nymphaea tetragona — Кувшинка четырёхгранная (CR)
- Circaea quadrisulcata — Двулепестник четырёхбороздчатый (EN)
- Plantago maritima — Подорожник морской (CR)
- Bistorta vivipara — Змеевик живородящий (CR)
- Androsace elongata — Проломник удлинённый (CR)
- Hottonia palustris — Турча болотная (VU)
- Primula elatior — Первоцвет высокий (VU)
- Primula farinosa — Первоцвет мучнистый (VU)
- Anemone sylvestris — Ветреница лесная (VU)
- Pulsatilla patens — Прострел широколистный (VU)
- Rhamnus cathartica — Жостер слабительный (VU)
- Filipendula vulgaris — Лабазник обыкновенный (VU)
- Rubus arcticus — Княженика (EN)
- Sanguisorba officinalis — Кровохлёбка лекарственная (CR)
- Thesium alpinum — Ленец альпийский (VU)
- Saxifraga hirculus — Камнеломка болотная (VU)
- Gratiola officinalis — Авран лекарственный (VU)
- Lathraea squamaria — Петров крест чешуйчатый (VU)
- Melampyrum cristatum — Марьянник гребенчатый (VU)
- Pedicularis sceptrum-carolinum — Мытник скипетровидный (EN)
- Viola collina — Фиалка холмовая (VU)
- Viola hirta — Фиалка коротковолосистая (EN)
- Viola uliginosa — Фиалка топяная (VU)

- Sphagnum palustre — Сфагнум болотный (VU)
- Sphagnum jensenii — Сфагнум Йенсена (VU)
- Sphagnum lindbergii — Сфагнум Линдберга (VU)
- Sphagnum pulchrum — Сфагнум красивый (CR)
- Andreaea rupestris — Андреэа скальная (VU)
- Atrichum flavisetum — Атрих жёлтоножковый (VU)
- Physcomitrella patens — Фискомитрелла отклонённая (EN)
- Encalypta streptocarpa — Энкалипта завитоплодная (VU)
- Seligeria pusilla — Зелигерия крошечная (VU)
- Distichium capillaceum — Дистихий волосовидный (VU)
- Ditrichum flexicaule — Дитрих извилистостебельный (VU)
- Pleuridium subulatum — Плевридий шиловидный (VU)
- Saelania glaucescens — Сэлания сизоватая (VU)
- Gyroweisia tenuis — Гировайссия тонкая (VU)
- Tortula cernua — Тортула поникшая (CR)
- Fissidens dubius — Фиссиденс сомнительный (VU)
- Meesia triquetra — Меезия трёхгранная (CR)
- Paludella squarrosa — Палюделла оттопыренная (VU)
- Ulota crispa — Улота курчавая (VU)
- Bartramia ithyphylla — Бартрамия прямолистная (CR)
- Leucodon sciuroides — Левкодон беличий (VU)
- Entodon schleicheri — Энтодон Шлейхера (CR)
- Anomodon longifolius — Аномодон длиннолистный (VU)
- Rhynchostegium riparioides — Ринхостегий береговой (VU)
- Warnstorfia procera — Варнсторфия стройная (VU)
- Hamatocaulis vernicosus — Гаматокаулис глянцевитый (VU)
- Hygrohypnella ochracea — Гигрогипнелла охряная (VU)
- Scorpidium cossonii — Скорпидий Коссона (VU)
- Scorpidium scorpioides — Скорпидий скорпионовидный (VU)
- Homomallium incurvatum — Гомомаллий загнутый (VU)
- Helodium blandowii — Гелодий Бландова (VU)
- Drepanocladus sendtneri — Дрепаноклад Зендтнера (VU)
- Hygroamblystegium fluviatile — Гигроамблистегий речной (VU)
- Palustriella decipiens — Палюстриелла изменчивая (VU)
- Preissia quadrata — Прейссия квадратная (CR)
- Ricciocarpos natans — Риччиокарп плавающий (VU)
- Frullania bolanderi — Фрулляния Боландера (VU)
- Frullania dilatata — Фрулляния расширенная (VU)
- Bazzania trilobata — Баццания трёхлопастная (VU)
- Nowellia curvifolia — Новеллия завитолистная (VU)
- Cephaloziella elachista — Цефалозиелла нежная (VU)
- Lophozia ascendens — Лофозия восходящая (VU)
- Orthocaulis attenuatus — Ортокаулис утончающийся (VU)
- Scapania apiculata — Скапания заострённая (VU)
- Endogemma caespiticia — Эндогемма дернистая (VU)
- Geocalyx graveolens — Геокаликс пахучий (VU)
- Harpanthus flotovianus — Гарпантус Флотова (VU)

- Synechococcus subsalsus — Синехококкус солонцеватый (VU)
- Pannus microcystiformis — Паннус микроцистевидный (VU)
- Aphanocapsa reinboldii — Афанокапса Рейнболда (VU)
- Snowella arachnoidea — Сновелла паутинообразная (VU)
- Lyngbia confervoides — Лингбия конфервообразная (VU)
- Oscillatoria subcapitata — Осциллатория слабоголовчатая (VU)
- Nostoc pruniforme — Носток сливовидный (VU)
- Denticula creticola — Дентикула кретикола (VU)
- Hannaea arcus — Ханнеа аркообразная (VU)
- Aegagropila linnaei — Эгагропила Линнея (CR)
- Penium margaritaceum — Пениум жемчужный (CR)
- Micrasterias magabuleshwarensis — Микрастериас магабулешваренский (VU)
- Micrasterias americana — Микрастериас американский (VU)
- Staurodesmus tumidus — Стауродесмус пухлый (EN)
- Staurodesmus grandis — Стауродесмус большой (VU)
- Staurastrum leptocanthum — Стаураструм тонкоиглый (VU)
- Chara braunii — Хара Брауна (EN)
- Chara delicatula — Хара изящная (VU)
- Chara rudis — Хара грубая (VU)
- Chara vulgaris — Хара обыкновенная (VU)
- Nitellopsis obtuse — Нителлопсис притуплённый (VU)
- Batrachosprmum moniliforme — Батрахоспермум чётковидный (VU)

- Arthonia spadicea — Артония каштановая (VU)
- Thelidium zwackhii — Телидиум Цвака (VU)
- Gyalecta truncigena — Гиалекта ствольная (VU)
- Thelotrema lepadium — Телотрема чешуйчатая (EN)
- Phlyctis agelaea — Фликтис изящный (VU)
- Cyphelium tigillare — Цифелиум брусочный (EN)
- Heterodermia speciosa — Гетеродермия красивая (CR)
- Chaenotheca stemonea — Хенотека порошистая (VU)
- Lobaria pulmonaria — Лобария лёгочная (VU)
- Nephroma bellum — Нефрома красивая (VU)
- Nephroma resupinatum — Нефрома перевёрнутая (VU)
- Acrocordia gemmata — Акрокордия с почками (VU)
- Alectoria sarmentosa — Алектория усатая (VU)
- Bryoria nadvornikiana — Бриория Надворника (VU)
- Bryoria osteola — Бриория пепельная (EN)
- Hypogymnia vittata — Гипогимния ленточная (VU)
- Menegazzia terebrata — Менегация пробуравленная (VU)
- Nephromopsis laureri — Нефромопсис Лаурера (VU)
- Parmelina tiliacea — Пармелина липовая (VU)
- Pleurosticta acetabulum — Плевростикта блюдчатая (VU)
- Cetrariella delisei — Цетрариелла Делиса (EN)
- Cetrelia olivetorum — Цетрелия оливковая (VU)
- Evernia divaricata — Эверния растопыренная (VU)
- Bacidia polychroa — Бацидия многоцветная (EN)
- Bacidia rubella — Бацидия красноватая (VU)
- Ramalina dilacerata — Рамалина разорванная (VU)
- Ramalina fraxinea — Рамалина ясеневая (VU)
- Stereocaulon alpinum — Стереокаулон альпийский (VU)
- Biatoridium monasteriense — Биаторидиум монастырский (VU)

- Bulgaria inquinans — Булгария пачкающая (VU)
- Holwaya mucida — Холвея слизистая (VU)
- Ionomidotis irregularis — Иономидотис неправильный (VU)
- Sarcosphaera coronaria — Саркосфера корончатая (EN)
- Choiromyces maeandriformis — Трюфель белый (VU)
- Hypocrea nybergiana — Гипокрея Нюберга (VU)
- Lycoperdon echinatum — Дождевик ежевидный (EN)
- Amanita franchetii — Мухомор Франше (VU)
- Alloclavaria purpurea — Клавария пурпурная (VU)
- Clavaria rosea — Клавария розовая (VU)
- Leucocortinarius bulbiger — Белопаутинник клубненосный (VU)
- Phaeocollybia festiva — Феоколлибия красивая (EN)
- Phaeocollybia jennyae — Феоколлибия Дженни (VU)
- Entoloma bloxamii — Энтолома Блоксама (EN)
- Entoloma euchroum — Энтолома яркоокрашенная (VU)
- Entoloma incanum — Энтолома седая (VU)
- Entoloma lepidissimum — Энтолома изящнейшая (EN)
- Entoloma nitidum — Энтолома блестящая (VU)
- Entoloma tjallingiorum — Энтолома Тьяллингии (VU)
- Fistulina hepatica — Фистулина печёночная (VU)
- Hygrocybe punicea — Гигроцибе пунцовая (VU)
- Mycena pelianthina — Мицена багровоцветная (VU)
- Mycena picta — Мицена раскрашенная (VU)
- Pluteus umbrosus — Плютей тенистый (VU)
- Hemistropharia albocrenulata — Чешуйчатка белогородчатая (VU)
- Pseudomerulius aureus — Лжемерулиус золотистый (VU)
- Clavulina amethystina — Клавулина аметистовая (VU)
- Geastrum fimbriatum — Звездовик бахромчатый (VU)
- Geastrum pectinatum — Звездовик гребенчатый (VU)
- Clavariadelphus pistillaris — Клавариадельфус пестиковый (VU)
- Hydnocristella himantia — Гиднокристелла кожистоязыковая (VU)
- Onnia leporina — Онния заячья (VU)
- Phellinus ferrugineofuscus — Феллинус ржавчинно-бурый (VU)
- Phellinus nigrolimitatus — Феллинус чёрноограниченный (VU)
- Sidera lenis — Сидера нежная (VU)
- Cystostereum murrayi — Цистостереум Мьюррея (VU)
- Amylocystis lapponica — Амилоцистис лапландский (VU)
- Antrodia albobrunnea — Антродия беловато-буроватая (VU)
- Antrodia mellita — Антродия медовая (VU)
- Antrodia pulvinascens — Антродия подушковидная (VU)
- Climacocystis borealis — Климакоцистис северный (VU)
- Oligoporus guttulatus — Олигопорус гуттирующий (VU)
- Oligoporus ptychogaster — Олигопорус складчатый (VU)
- Oligoporus undosus — Олигопорус волнистый (VU)
- Rhodonia placenta — Родония плацентовая (VU)
- Ganoderma lucidum — Ганодерма блестящая (VU)
- Antrodiella citrinella — Антродиелла лимонно-желтоватая (VU)
- Antrodiella niemelaei — Антродиелла Ниемели (VU)
- Crustoderma dryinum — Крустодерма лесная (VU)
- Gloeoporus pannocinctus — Глеопорус войлочноопоясанный (VU)
- Junghuhnia pseudozilingiana — Юнгхуния ложнозилингова (VU)
- Junghuhnia collabens — Юнгхуния сминающаяся (VU)
- Meruliopsis taxicola — Мерулиопсис тисовый (VU)
- Aurantiporus fissilis — Аурантипорус расщепляющийся (VU)
- Cinereomyces lindbladii — Цинереомицес Линдблада (VU)
- Dichomitus campestris — Дихомитус полевой (VU)
- Hapalopilus croceus — Гапалопилюс шафранный (VU)
- Lentinus suavissimus — Лентинус ароматнейший (VU)
- Leptoporus mollis — Лептопорус мягкий (VU)
- Polyporus umbellatus — Полипорус зонтичный (VU)
- Skeletocutis stellae — Скелетокутис звёздочковый (VU)
- Skeletocutis odora — Скелетокутис пахучий (VU)
- Spongipellis spumeus — Спонгипеллис губчатый (VU)
- Sparassis crispa — Спарассис курчавый, или грибная капуста (VU)
- Gloiodon strigosus — Глойодон щетинистый (VU)
- Dentipellis fragilis — Дентипеллис ломкий (VU)
- Lactarius lignyotus — Млечник закопчёный (VU)
- Lactarius volemus — Подмолочник, или молочай (VU)
- Stereum gausapatum — Стереум байковый (VU)
- Bankera fuligineoalba — Банкера светло-бурая (VU)
- Phellodon niger — Феллодон чёрный (VU)